# Hugo III de Lusinhão
Hugo III, chamado Albo, foi o terceiro Senhor de Lusinhão, provavelmente o filho e sucessor de Hugo II. Confirmou a doação por um dos seus vassalos, da igreja de Mezeaux à abadia de Saint-Cyprien. A ele mesmo concedeu-se a abadia, o bosque e a estrada pública entre Lusinhão e Poitiers. Casou em 967 com Arsendis, com quem teve três filhos:
- Hugo IV de Lusinhão (1051 † 1102)

- Iolanda de Lusinhão (990 † ?)

- Mahaut de Lusinhão (995 † ?)